# El Molar (Madrid)
El Molar es un municipio y localidad española de la Comunidad de Madrid, a 39 km al norte de la ciudad de Madrid y a una altitud de más de 833 m.

## Geografía

### Clima
El clima es mediterráneo continental pero está muy influenciado por la altitud (superior a los 850 m s. n. m.), ya que está situado en las faldas de la Sierra (Sierra Norte).
Los inviernos son muy fríos, con temperaturas inferiores a los 0 °C, llegándose a bajar de los 10 °C negativos durante algunas advecciones frías. Se producen heladas nocturnas de manera habitual y la nieve visita con frecuencia la población. Las precipitaciones giran en torno a los 750 mm anuales y se concentran durante los equinoccios. 
En la época estival se producen tormentas como consecuencia de la nubosidad de evolución característica del sistema central.
Los meses de julio y agosto las temperaturas son muy elevadas pero con descensos bruscos durante la noche. La oscilación térmica puede llegar a los 20 °C.

## Historia
Los primeros signos de habitación que dieron lugar al actual pueblo datan de la Edad Media, con la conocida familia Sánchez Algara. Si bien en el actual territorio del término y en los alrededores existen restos neolíticos, prerromanos y romanos. De la Edad Media queda constancia documental de la existencia de varias atalayas.
En el siglo VIII, en pleno proceso de la Reconquista, había formados ya cuatro poblados, estos eran: Aristón, Casas Viejas, Valdelarría, y la Mola; este último núcleo sería posteriormente El Molar. Parece que los habitantes primeros de estos poblamientos fueron pastores segovianos, que una vez superado el obstáculo del sistema Central ampliaron la zona de pastos para sus ganados, en una zona ya asegurada por la Reconquista de la monarquía castellana. Desde el siglo XII existen menciones en diversos documentos de la población de la Mola.

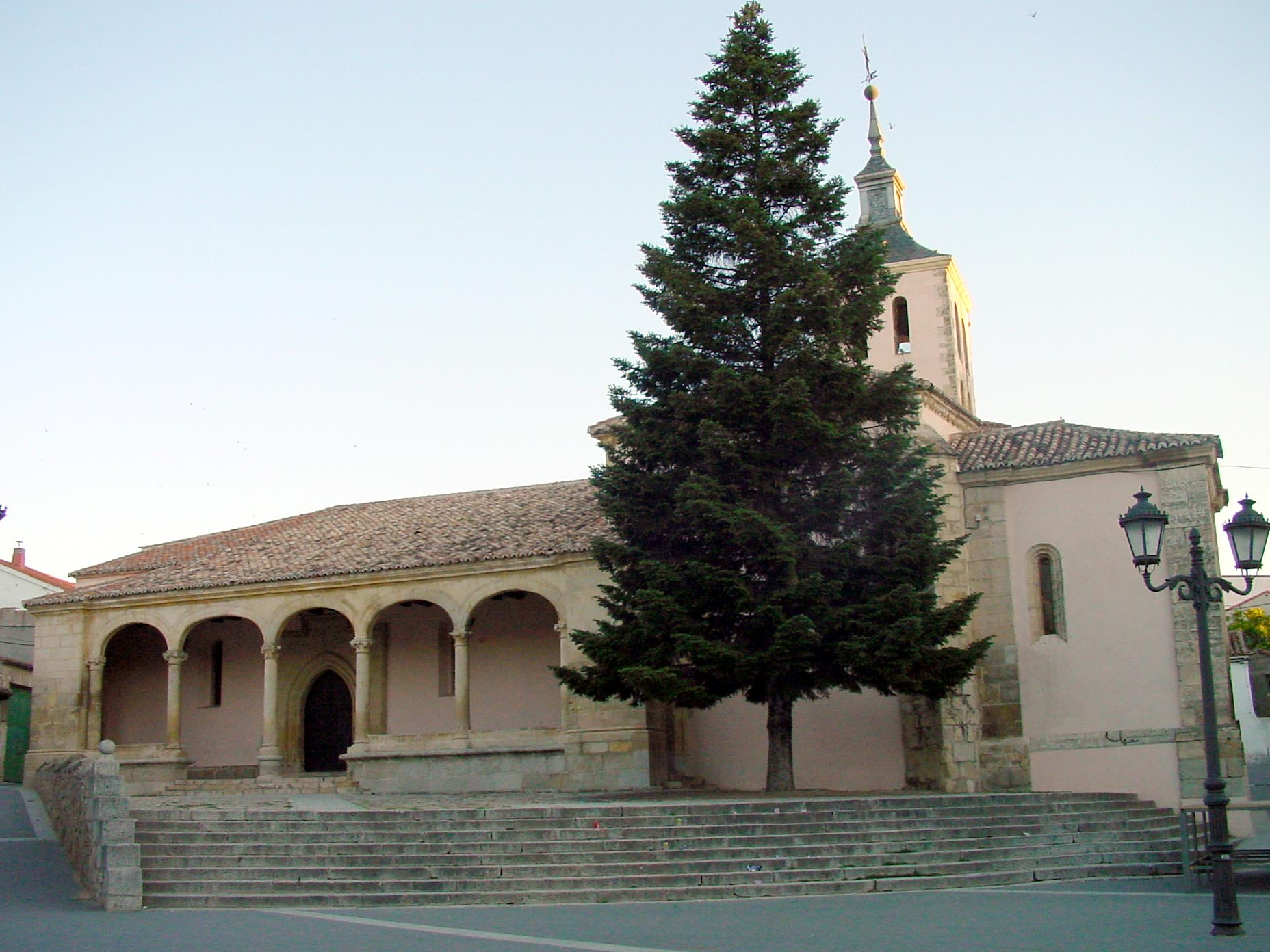
Iglesia parroquial de la Asunción de Nuestra Señora

Pese al origen cristiano, el elemento musulmán y judío también fue muy importante. De la época musulmana quedan algunos restos arquitectónicos. También se hace constar documentalmente la existencia de un importante núcleo de población morisca una vez consolidada la Reconquista cristiana.
Esta población, al convertirse al cristianismo, adoptó mayoritariamente el apellido «de la Morena». Este apellido es aún hoy muy común entre los habitantes históricos del pueblo. También se constata un importante núcleo de población judía, como se atestigua por los frecuentes hallazgos de monedas de cobre con la estrella de David en una de sus caras. Como curiosidad decir que existía un importante grupo de población con el «cabello pelirrojo», que ha perdurado hasta principios del siglo pasado. Por lo tanto el origen de la población no es en absoluto uniforme, conviviendo personas de origen castellano, morisco y judío.[cita requerida]
En la época de dominio cristiano, durante el reinado de Alfonso VI, estuvo unida a Talamanca, teniendo como señor feudal al arzobispo de Toledo. Es por esa época cuando aparece la denominación de «El Molar».
El Molar dependió de la cercana Talamanca hasta 1564, fecha en que Felipe II le concedió el villazgo como premio a sus servicios a Don Antonio de Equino y Zubiarre. Tres años después se efectuó el deslinde del territorio entre Talamanca, El Vellón y Valdetorres de Jarama según consta en los documentos existentes.
La población de El Molar siempre ha estado ubicada en el camino que conduce al puerto de Somosierra, uno de los pasos del sistema Central y fundamental para la comunicación de Madrid con el norte y noreste de la Península. En 1710, durante la guerra de Sucesión, los ejércitos ingleses que apoyan las pretensiones al trono de España del Archiduque Carlos de Austria arrasan el pueblo.
En 1753, en el Catastro del Marqués de la Ensenada, El Molar pertenecía al señorío de Veroiz, integrado en la provincia de Guadalajara. No es hasta el siglo XIX, con la nueva división provincial de 1830, cuando se incorpora a la provincia de Madrid.
En los siglos XVIII y XIX, adquiere una gran notoriedad el manantial de aguas sulfurosas a las que se atribuían propiedades medicinales, denominado la Fuente del Toro.
Durante la Guerra de la Independencia la localidad de El Molar es objeto de numerosos saqueos y destrucciones. En 1823 fue la sede del cuartel general del ejército enviado por los constitucionalistas para detener el avance del ejército francés denominado «Los cien mil hijos de San Luis», enviado para reponer como monarca absoluto al rey Fernando VII.
Durante la Guerra Civil el pueblo de El Molar, estuvo muy próximo al frente de la Sierra Norte, constituyendo parte importante de la retaguardia del dispositivo defensivo de la República. El pueblo sufrió numerosos daños, incluidos bombardeos y la población se redujo. Fue ocupado por las tropas franquistas en 1939.

## Demografía
Cuenta con una población de 10 052 habitantes (INE 2024).
| Gráfica de evolución demográfica de El Molar entre 1842 y 2021                                                        |
| |
| Población de derecho según los censos de población del INE. Población de hecho según los censos de población del INE. |

## Transporte público
Situado en la corona tarifaria C1 del Consorcio Regional de Transportes de Madrid, El Molar dispone de 8 líneas de autobuses interurbanos. 6 de ellas enlazan el municipio con Madrid capital teniendo la cabecera en el Intercambiador de Plaza de Castilla y una de ellas es nocturna todos los días de la semana. Todas ellas están operadas por ALSA y estas líneas son: 
| Línea | Recorrido                                           |
| ----- | --------------------------------------------------- |
| 191   | Madrid (Plaza de Castilla) - Buitrago del Lozoya    |
| 193   | Madrid (Plaza de Castilla) - Pedrezuela - El Vellón |
| 193A  | El Molar - Cotos de Monterrey - Venturada           |
| 194   | Madrid (Plaza de Castilla) - Rascafría              |
| 195   | Madrid (Plaza de Castilla) - Braojos                |
| 196   | Madrid (Plaza de Castilla) - La Acebeda             |
| 197D  | Torrelaguna - El Vellón - El Molar                  |
| N104  | Madrid (Plaza de Castilla) - El Molar               |

No todas las expediciones de todas las líneas dan servicio al municipio, ni todos los días de la semana. Se recomienda consultar horarios de las respectivas líneas.
Hasta 2012 existió la línea urbana 1, con un recorrido circular por el municipio, abarcando la zona de colegios, el casco antiguo y la Urbanización Peña de la Pala. Estaba operada por el ayuntamiento.

## Política

### Elecciones

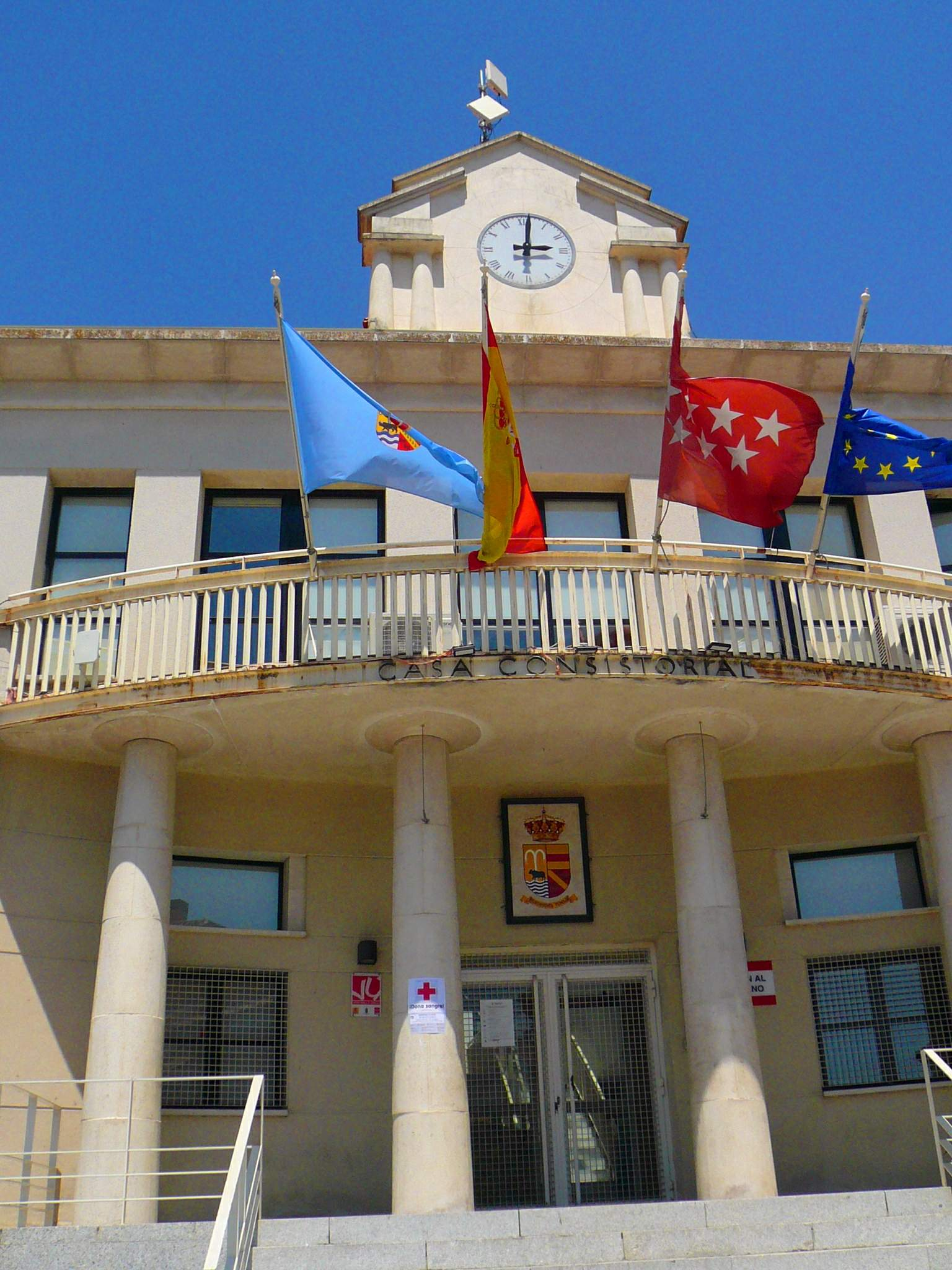
Ayuntamiento de El Molar

| Resultados al Ayuntamiento de El Molar en las elecciones del 23 de mayo de 2023 |       |            |            |
| Partido político                                                                | Votos | Porcentaje | Concejales |
| Partido Popular (PP)                                                            | 1408  | 36,74%     | 5          |
| Partido Socialista Obrero Español (PSOE)                                        | 822   | 21,45%     | 3          |
| Ciudadanos (Cs)                                                                 | 790   | 20,62%     | 3          |
| Marca Media (MARMED)                                                            | 386   | 10,07%     | 1          |
| Vox                                                                             | 372   | 9,71%      | 1          |

## Educación
En El Molar hay dos guarderías privadas y una guardería pública, dos colegios públicos de educación infantil y primaria, un instituto y un centro de educación de personas adultas CEPA El Molar.

## Patrimonio
- Iglesia de la Asunción de Nuestra Señora (El Molar)